# Pièce d'un quart de dollar américain Washington
La pièce d'un quart de dollar américain Washington est la pièce de 25 cents émise par la Monnaie des États-Unis. Elle est frappée pour la première fois en 1932 ; la version originale est conçue par le sculpteur John Flanagan.
Alors que les États-Unis se préparent à célébrer en 1932 le bicentenaire de la naissance de leur premier président, George Washington, les membres du comité du bicentenaire établi par le Congrès cherchent à créer un demi-dollar Washington. Ils veulent remplacer pour cette année-là uniquement le demi-dollar Walking Liberty émis régulièrement ; au lieu de cela, le Congrès remplace définitivement le quart de dollar Standing Liberty, exigeant qu'une représentation de Washington apparaisse sur l'avers de la nouvelle pièce. Le comité engage la sculptrice Laura Gardin Fraser pour concevoir une médaille commémorative et souhaite qu'elle adapte son dessin pour le quart de dollar. Bien que le travail de Fraser soit soutenu par la Commission des beaux-arts et son président, Charles W. Moore, le secrétaire au Trésor Andrew W. Mellon choisit un dessin de Flanagan, et le successeur de Mellon, Ogden L. Mills, refuse de revenir sur cette décision.
Les nouvelles pièces en argent entrent en circulation le 1er août 1932 et continuent à être frappées en argent jusqu'à ce que la Monnaie passe au plaquage en cuivre-nickel en 1965. Un revers spécial commémorant le bicentenaire des États-Unis est utilisé en 1975 et 1976, toutes les pièces portant la double date 1776-1976 ; il n'existe pas de quart de dollar daté de 1975. Depuis 1999, le revers original en forme d'aigle n'est plus utilisé ; ce côté de la pièce commémore les 50 États, les autres juridictions de la nation et les sites historiques et naturels, le dernier dans le cadre de la série America the Beautiful, qui se poursuit jusqu'en 2021. Le buste de Washington est modifié et rapetissé à partir de 1999 ; en 2010, le buste original est restauré (bien que toujours de petite taille) pour faire ressortir davantage de détails. En 2021, le dessin original de Flanagan reprend sa place sur l'avers, avec un dessin montrant Washington traversant le fleuve Delaware en 1776 pour le revers, tandis qu'en 2022 une nouvelle série commémorative représentant des femmes commence.

## Revers Flanagan (1932–1998)

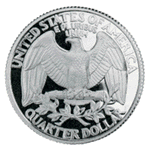
Le revers avant la série des 50 États.

Le modèle original de la pièce Washington frappé jusqu'en 1998 représente une tête de George Washington tournée vers la gauche, avec l'inscription Liberty au-dessus de la tête, la date en dessous et In God We Trust dans le champ gauche. Le revers représente un aigle aux ailes déployées, perché sur un faisceau de flèches encadré par deux branches d'olivier.
La pièce contient initialement 6,25 grammes d'argent à 90 % jusqu'en 1964, date à laquelle elle passe à une composition de cupronickel (75 % de cuivre, 25 % de nickel) plaquée sur un noyau de cuivre pur. Des versions brillant universel de la pièce contenant de l'argent sont également produites pour les collectionneurs depuis 1976.

### Conception
Le 2 décembre 1924, le Congrès crée la commission du bicentenaire de George Washington. Le 200e anniversaire de la naissance de Washington, le premier président des États-Unis, doit avoir lieu en 1932, et le Congrès souhaite planifier l'événement bien à l'avance. Le président Calvin Coolidge est président d'office de la commission, qui comprend des fonctionnaires du gouvernement ainsi que des citoyens privés éminents tels que le constructeur automobile Henry Ford. En 1929, le secrétaire au commerce, Herbert Hoover, succède à Coolidge à la fois comme président et dans son rôle de commission. À cette époque, cependant, la commission est devenue inactive, ne faisant plus grand-chose après avoir envoyé une première série de communiqués de presse. Une nouvelle commission est créée par une loi du Congrès en février 1930.
Hoover s'inquiète du grand nombre de dessins utilisés pour les pièces commémoratives dans les années 1920 ; il craint que la confusion n'aide les contrefacteurs. Lorsqu'un projet de loi sur les pièces commémoratives lui est envoyé par le Congrès, Hoover y oppose son veto le 21 avril 1930. Dans un long message de veto remis au Congrès avec le projet de loi renvoyé, Hoover fait part de ses inquiétudes concernant la contrefaçon et déclare que les pièces se vendent mal de toute façon — de grandes quantités de demi-dollars commémoratifs de la piste de l'Oregon sont restées invendues.
Le comité du bicentenaire souhaite un demi-dollar commémoratif de Washington et cherche à apaiser les inquiétudes de Hoover en proposant que tous les demi-dollars de 1932 représentent Washington au lieu du motif habituel de la Walking Liberty. La Grande Dépression réduit la demande de pièces dans le commerce ; aucun demi-dollar n'est frappé en 1930, et aucun ne le serait avant 1933. À l'époque, la plupart des pièces commémoratives sont frappées en quelques milliers d'exemplaires. Le demi-dollar est considéré comme la pièce la plus importante et la plus visible. Le dollar Peace n'est pas encore frappé et ne circule pas dans la majeure partie du pays. D'autres pièces commémoratives sont vendues avec une prime ; le demi-dollar de Washington va, pendant un an, être l'émission normale de la Monnaie. Bien qu'il n'ait pas encore reçu l'approbation du Congrès, le comité va de l'avant et lance un concours. Il prévoit que le même artiste dessinerait d'abord la médaille du comité, puis la pièce. L'avers de la médaille et de la pièce doivent s'inspirer de la célèbre sculpture de Washington réalisée par le sculpteur français Jean-Antoine Houdon ; l'artiste n'est pas limité quant au dessin du revers. Conformément à la loi, les dessins des pièces de monnaie doivent être approuvés par le secrétaire au Trésor, à l'époque Andrew W. Mellon, un collectionneur et connaisseur d'art réputé.

Le dessin de Laura Gardin Fraser pour le quarter est utilisé sur un half eagle commémoratif en 1999.

Après avoir examiné les candidatures, le Comité du bicentenaire et la Commission des beaux-arts (United States Commission of Fine Arts - CFA) s'accordent sur les dessins de Laura Gardin Fraser. Épouse de James Earle Fraser, concepteur de la pièce de cinq cents Buffalo, Laura Fraser est elle-même une conceptrice de pièces de monnaie, ayant conçu plusieurs pièces commémoratives, dont celle de la Piste de l'Oregon. Avec un Washington orienté vers la droite, les dessins de Fraser doivent être utilisés pour la médaille et, comme les personnes concernées le prévoient, pour le demi-dollar également.
Le 9 février 1931, Randolph Perkins (en), représentant du New Jersey, présente un projet de loi pour un quarter de Washington, au grand dam du comité du bicentenaire et de la commission des beaux-arts. La commission des monnaies, poids et mesures de la Chambre des représentants publie un mémorandum indiquant que le dessin de l'actuelle pièce de 25 cents Standing Liberty est jugé insatisfaisant, et que la nouvelle pièce ne serait pas seulement frappée pour 1932, mais qu'elle remplacerait définitivement l'ancien dessin. Ainsi, une nouvelle pièce rendrait hommage à Washington à l'occasion de son bicentenaire et soulagerait la Monnaie du fardeau d'avoir à frapper une pièce difficile à réaliser. Le 12 février, le président de la Commission des beaux-arts, Charles W. Moore, écrit au comité de la Chambre des représentants pour s'opposer au changement de dénomination et proposer que le dessin de Laura Fraser pour la médaille figure également sur la pièce. Moore est ignoré et le Congrès adopte une loi autorisant la création d'une pièce de Washington le 4 mars 1931. La loi stipule que l'image de Washington, qui doit apparaître sur l'avers, doit être basée sur le célèbre buste de l'ancien président réalisé par Jean-Antoine Houdon ; Fraser base son dessin sur l'œuvre de Houdon.

### Concours

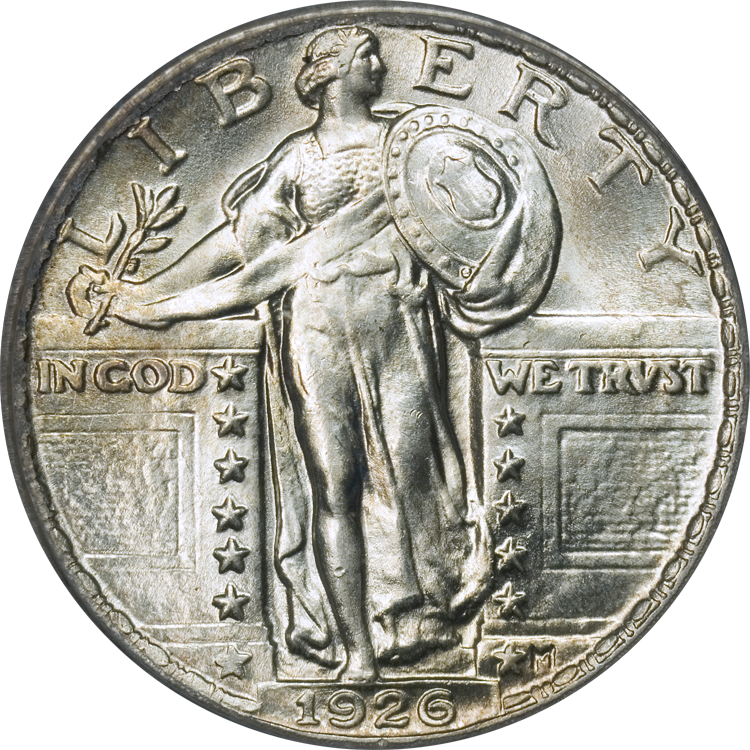
Le quart de dollar Standing Liberty a longtemps présenté des difficultés de production ; en 1931, le Congrès a exigé son remplacement.

Le 14 juillet 1931, la directrice adjointe de la Monnaie, Mary Margaret O'Reilly, écrit à Moore pour lui demander son avis sur un concours de dessin pour le nouveau quart de dollar. Moore répond que, puisque Fraser a remporté le concours pour la médaille, elle devrait adapter son dessin pour la pièce de monnaie. Le secrétaire Mellon répond à Moore en déclarant que le Trésor n'ayant pas été partie à l'accord précédent sur le dessin, il n'est pas lié par celui-ci et ne le suivrait pas. Le Trésor organise un concours de dessin et, lorsque la Commission des Beaux-Arts se réunit pour examiner les dessins soumis à titre consultatif, elle sélectionne ceux soumis par Fraser. Les projets sont soumis à Mellon en novembre 1931 ; il choisit celui de Flanagan et notifie sa décision à Moore. Moore et Adolph Weinman, membre de la commission (qui a conçu la pièce d'un dime Mercury et le demi-dollar Walking Liberty), tentent de faire changer d'avis Mellon, mais ne parvinrent qu'à lui faire accepter d'accorder aux différents sculpteurs un délai supplémentaire pour améliorer leurs projets — ils avaient demandé un délai supplémentaire uniquement pour Fraser. Le 20 janvier 1932, à la suite de nouvelles soumissions, la commission affirme son soutien aux dessins de Fraser.
Mellon quitte ses fonctions le 12 février 1932 ; Ogden L. Mills lui succède. Avec l'entrée en fonction d'un nouveau secrétaire au Trésor, Moore renouvelle sa protestation et envoie à Mills, le 31 mars, une lettre dans laquelle il dénonce le projet de Flanagan et presse le nouveau secrétaire d'accéder à la recommandation de la commission. Mills a déjà été informé par O'Reilly sur la question du quart de dollar, et il répond à Moore le 11 avril. Le secrétaire Mills informe Moore que la lettre du président l'a poussé à demander des changements au sculpteur, mais qu'il ne passerait pas outre la décision de Mellon. Le 16 avril, la sélection des dessins de Flanagan est annoncée publiquement.
Mellon sait quels artistes ont soumis quels dessins, et est accusé de discrimination à l'égard de Fraser en tant que femme. L'historien numismate Walter Breen déclare : « On a appris que Mellon savait depuis le début qui avait soumis les modèles gagnants, et que son chauvinisme masculin motivait en partie ou en totalité son refus de laisser une femme gagner ». Bowers fait toutefois remarquer que Mellon a approuvé plusieurs fois les dessins de Fraser pour des pièces commémoratives, ainsi que ceux d'autres femmes, et qu'aucune source contemporaine ne fait état d'un quelconque parti pris de la part de Mellon. Bowers qualifie cette croyance de « fiction numismatique moderne ». Le dessin de Fraser est utilisé en 1999 pour une pièce de cinq dollars commémorative émise 200 ans après la mort de Washington, et est recommandé pour l'avers à partir de 2022.

### Dessin de l'avers

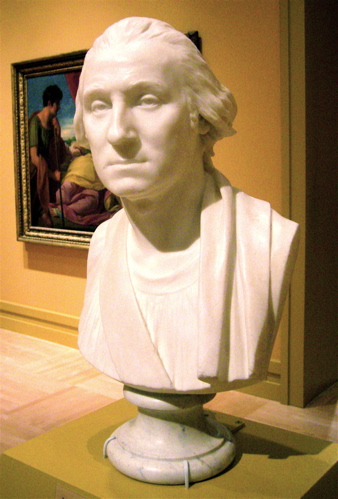
Copie en plâtre du buste de George Washington par Jean-Antoine Houdon ; l'avers de John Flanagan en est une adaptation.

En 1785, le sculpteur français Jean-Antoine Houdon est chargé par l'Assemblée générale de Virginie de sculpter un buste de George Washington, qui a mené les États-Unis naissants à la victoire lors de la guerre d'Indépendance américaine. Houdon estrecommandé par Benjamin Franklin, ministre des États-Unis en France depuis peu. Le général à la retraite pose pour Houdon à Mount Vernon, la maison de la famille Washington dans le comté de Fairfax, en Virginie, entre le 6 et le 12 octobre 1785. Le sculpteur prend un masque du visage du général — la petite-fille adoptive de Washington, Nelly Custis, âgée de six ans à l'époque, se souvient plus tard de son choc en voyant Washington allongé sur une table, qu'elle croyait mort, recouvert d'un drap et du plâtre pour le masque. On lui a dit que deux piquants se trouvaient dans ses narines, lui fournissant de l'air. Un buste, aujourd'hui à Mount Vernon, témoigne de cette visite. À son retour à Paris, Houdon utilise le visage du général Washington dans un certain nombre de sculptures, dont la statue commandée pour l'Assemblée générale, qui se trouve toujours en marbre dans le Capitole de l'État de Virginie.

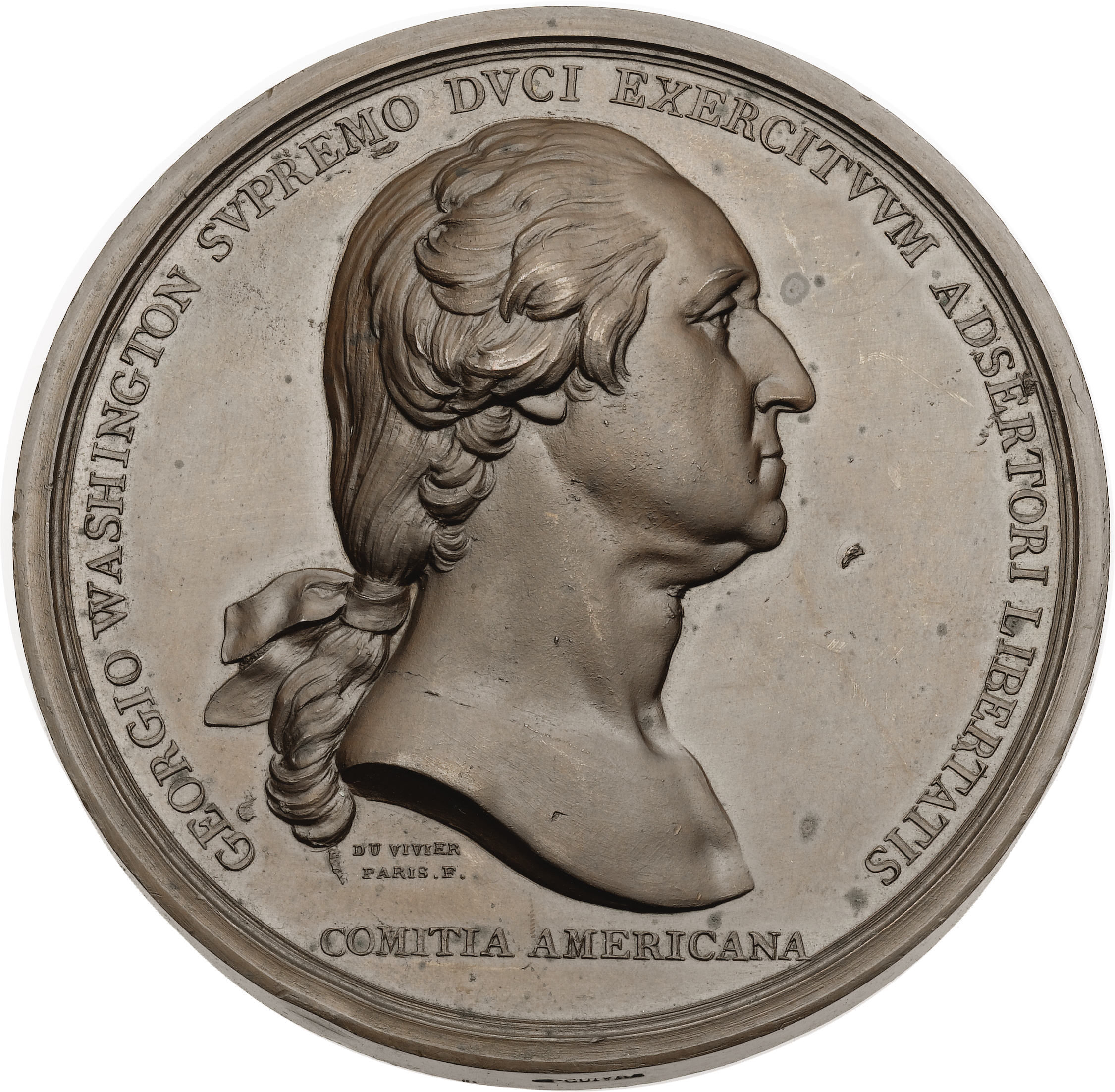
L'avers de la médaille « Washington devant Boston » est la première utilisation médaillée du buste de Jean-Antoine Houdon.

Les portraits de Washington sur les médailles et autres supports postérieurs à la visite du sculpteur sont le plus souvent basés sur l'œuvre de Houdon, à commencer par la médaille « Washington devant Boston » de 1786 gravée par Pierre Simon DuViviers. Bien qu'un seul Américain, Abraham Lincoln, soit apparu sur une pièce de monnaie américaine en circulation dans les années 1920, le buste de Houdon est utilisé comme base pour le portrait de Washington sur le dollar commémoratif Lafayette de 1900 et sur le demi-dollar du Sesquicentenaire de 1926. Selon le marchand de pièces et historien de la numismatique Q. David Bowers, le buste de Houdon est déjà à l'époque la représentation la plus courante de Washington sur les pièces et les médailles. On sait peu de choses du processus de création de Flanagan, bien que des modèles de sa pièce avec une représentation différente de Washington, tourné vers la droite, et avec un aigle différent, soient mis sur le marché. L'adaptation de Flanagan diffère du buste de Houdon sur certains points : par exemple, la forme de la tête est différente, et le quart de dollar comporte un rouleau de cheveux qui ne se trouve pas sur le buste.
L'historien de l'art Cornelius Vermeule déclare à propos de la pièce de Flanagan : « Un concepteur de dé ne pouvait guère se tromper en prenant l'image néoclassique de Houdon comme prototype... Pourtant, on peut se demander s'il était juste ou non d'imposer un portrait idéalisé de Washington réalisé en 1785 à un artiste travaillant en 1932. Il y a quelque chose de froid et de sans vie dans le résultat ». M. Vermeule suggère que la pièce de 25 cents lance une tendance à l'émission de pièces à portrait similaire par les États-Unis, notamment le nickel de Jefferson et le demi-dollar de Franklin. L'historien préfère la version de Laura Fraser et qualifie le revers de Flanagan de « morceau d'héraldique rigide au milieu d'une couronne trop grande et de lettres trop nombreuses ou trop grandes ».

### Production du quart de dollar en argent
Au début du mois de juillet 1932, les journaux annoncent que la pièce de Washington est en cours de frappe et serait émise à la fin du mois, une fois qu'il y aurait suffisamment de pièces pour une distribution nationale. Ils soulignent que la nouvelle pièce n'est pas une pièce commémorative,.

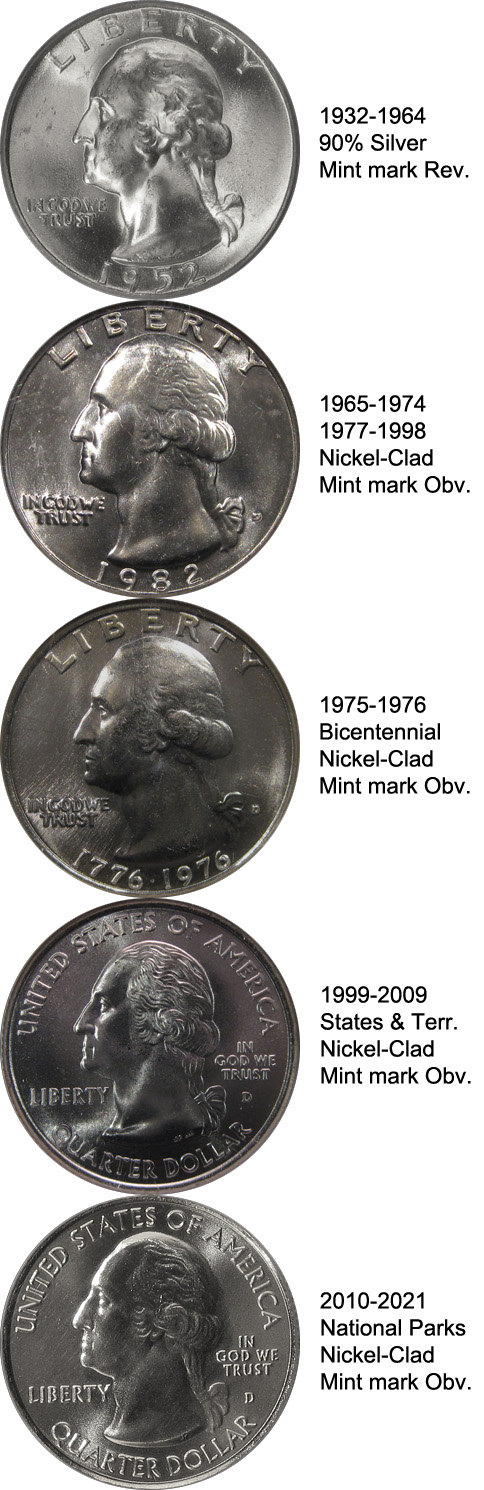
Les cinq avers de la pièce de Washington : version en argent, version cupronickel, version du bicentenaire, version frappée de 1999 à 2009 et version 2010 frappée jusqu'en 2021.

Le quart de dollar est mis en circulation le 1er août 1932. Les pièces ne sont pas très demandées dans le commerce ; malgré cela, il est annoncé que six millions de pièces seraient frappées en l'honneur du bicentenaire de Washington. Elles sont généralement bien accueillies, bien que le revers suscite des discussions quant à savoir s'il s'agit d'un aigle à tête blanche ou d'un autre type d'aigle. Un expert en aigle consulté par le New York Times conclut qu'il s'agit bien d'un aigle à tête blanche.
Environ 6,2 millions de quarters sont frappés en 1932, dont 5,4 millions à la Monnaie de Philadelphie. Des tirages d'un peu plus de 400 000 pièces chacun ont été effectués aux hôtels des monnaies de Denver et de San Francisco ; il s'agit toujours des plus faibles tirages de la série. Le faible tirage de la pièce de Denver de 1932 fait que peu d'entre elles ont pu être thésaurisées par les marchands de pièces, d'où la rareté actuelle des pièces en état neuf ou hors-circulation ; les différents sur les pièces 1932-D et 1932-S sont contrefaites. Aucune pièce de 25 cents n'est frappée dans les hôtels des monnaies en 1933, en raison de l'offre excédentaire provoquée par l'émission de 1932,.
Contrairement à de nombreuses pièces antérieures, celle de Washington est frappée exceptionnellement bien, faisant ressortir tous ses détails. Cette netteté est possible car les dessins des deux faces sont étalés, sans points de haut-relief. Néanmoins, la Monnaie ajuste le dessin à plusieurs reprises. Au cours des trois premières années de frappe, trois variétés différentes de l'avers sont connues. Elles sont généralement appelées d'après l'apparition de « In God We Trust », à gauche de la tête de Washington : la devise légère, la devise moyenne et la devise lourde. Seule la première est utilisée en 1932. Les trois sont utilisées sur les frappes de 1934 à Philadelphie, mais seulement les deux dernières sur les pièces de 1934 à Denver.
Pour des raisons inconnues, le revers original n'est utilisé qu'en 1932 ; un nouveau revers est utilisé lors de la reprise de la frappe en 1934. Le style original a un bord élevé autour du motif inversé, le protégeant si bien de l'usure que les pièces de 1932 de qualité inférieure sont généralement usées de manière égale des deux côtés. Les années suivantes, avec un bord plus bas, les pièces d'argent brillant universel ont tendance à être plus usées au revers.
La mise au point du dessin se poursuit jusqu'à la fin de la production d'argent, avec des pièces datées de 1964. Au cours de cette période, l'avers est modifié six fois. Une révision, en 1944, laisse les initiales de Flanagan, sur la coupure du buste, déformées ; cela est corrigé l'année suivante. À partir de 1937, et jusqu'à la fin de la production de pièces d'argent de circulation avec les pièces datées de 1964, un revers très légèrement différent est utilisé pour les pièces belle épreuve, par opposition aux pièces brillant universel. Cela est particulièrement évident lorsque l'on examine les lettres « es » dans States qui se touchent presque sur les frappes de circulation, et présentent une séparation sur les belles épreuves.
La pièce est frappée en nombre supérieur à 100 millions certaines années jusqu'en 1964. La Monnaie de San Francisco cesse d'en frapper après 1955 ; elle ne frappé aucun quart de dollar cette année-là ni en 1949.

### Changement de composition du métal
En 1964, il y a une grave pénurie de pièces. Les prix de l'argent sont en hausse et le public réagit en accumulant non seulement la nouvelle pièce très populaire, le demi-dollar Kennedy, mais aussi les autres dénominations, y compris les centimes et les pièces de cinq cents sans argent. Espérant que l'émission d'un plus grand nombre de pièces datées de 1964 contrerait la spéculation dont elles font l'objet, le Trésor obtint du Congrès l'autorisation de continuer à frapper des pièces datées de 1964 en 1965.
La production de pièces par la Monnaie épuise rapidement le stock d'argent du Trésor. Les prix du métal augmentent à tel point que, début juin 1965, un dollar en pièces d'argent en contenait 93,3 cents au prix du marché. Le 3 juin 1965, le président Lyndon Johnson annonce son intention d'éliminer l'argent des pièces de dix et de vingt-cinq cents au profit d'une composition plaquée, avec des couches de cuivre-nickel de chaque côté d'une couche de cuivre pur. Le demi-dollar est passe de 90 % à 40 % d'argent. En juillet, le Congrès adopte le Coinage Act of 1965, en vertu duquel la Monnaie passe de la frappe de quarters en argent datant de 1964 à la frappe de quarts de dollars plaqués datant de 1965. À compter du 1er août 1966, la Monnaie commence à frapper des pièces datées de 1966, puis reprend la pratique habituelle consistant à frapper la date de l'année en cours sur chaque pièce.
Les nouveaux pièces de 25 cents sont frappées sans marque d'atelier en 1965-1967, quel que soit la Monnaie d'origine. À partir de 1968, les différents sont à nouveau utilisées, sauf que Philadelphie continue à émettre des pièces sans marque. La Monnaie de San Francisco a rouvert ses portes, mais à partir de 1968, elle frappe des pièces de 25 cents uniquement pour les collectionneurs, pour la plupart des belle épreuve. La Monnaie ajuste les deux faces de la pièce pour le lancement de la pièce plaquée, en abaissant le relief — le dessin modifié du revers existe sur certains quarters en argent datés de 1964. L'avers est légèrement modifié en 1974, certains détails sontaffinés. Les différents sur les pièces postérieures à 1967 se trouvent dans la partie inférieure droite de l'avers, à droite du cou de George Washington.
À partir de 1976, et pendant les vingt années suivantes, les graveurs de la Monnaie modifient le dessin à plusieurs reprises. Des quarts de dollar sont frappés à la Monnaie de West Point entre 1977 et 1979, mais ils portent pas de différent. La marque d'atelier « P » de la Monnaie de Philadelphie est utilisée sur les pièces frappées dans cet établissement à partir de 1980. Les pièces datées de 1982 et 1983, qu'elles proviennent de Philadelphie ou de Denver, affichent une prime importante par rapport à leur valeur nominale lorsqu'elles sont en parfait état.
À partir de 1992, la Monnaie commence à vendre des séries belle épreuve en argent, dont une pièce de 25 cents frappée en argent à 90 % ; cette activité se poursuit toujours en 2023. Bien que le président George H. W. Bush signe la loi autorisant ces pièces en 1990, la frappe ne commence pas avant 1992 en raison de la difficulté à obtenir suffisamment de flans en argent à 90 %.

### Quarts de dollar de la commémoration du bicentenaire

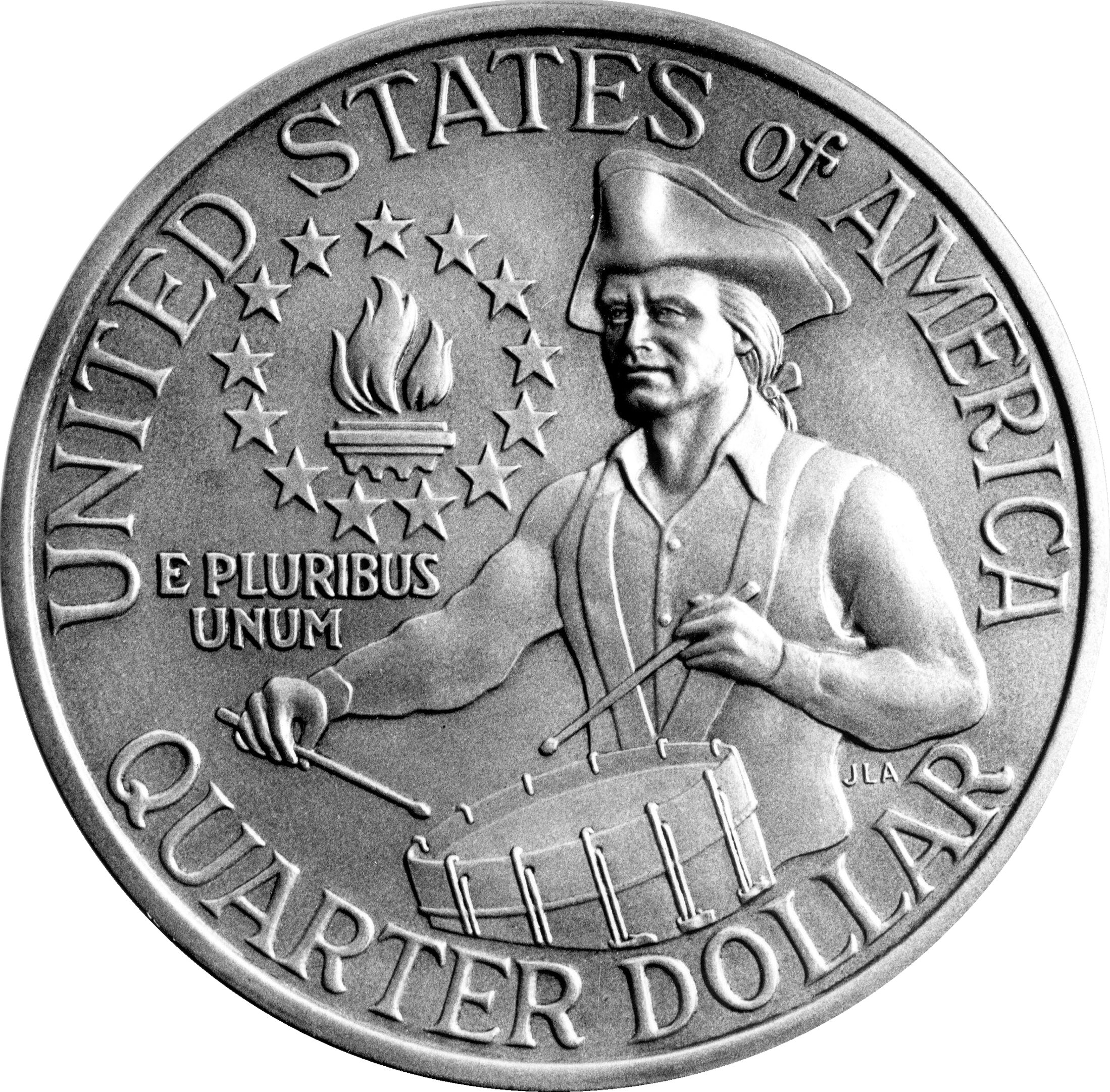
La version de l'homme au tambour de Jack L. Ahr est frappée pour le bicentenaire des États-Unis.

En janvier 1973, le représentant Richard Crawford White (en) présente un projet de loi prévoyant des dollars et des demi-dollars commémoratifs pour le bicentenaire des États-Unis en 1976. Le 6 juin, la directrice de la Monnaie, Mary Brooks, témoigne devant un comité du Congrès et, en réponse aux préoccupations selon lesquelles seules les deux dénominations les moins populaires seraient modifiées, accepte de soutenir la refonte temporaire du quart de dollar. Le 18 octobre, le président Richard Nixon signe une loi imposant une refonte temporaire des trois dénominations pour toutes les pièces émises après le 4 juillet 1975 et frappées avant le 1er janvier 1977. Ces pièces portent la double date 1776-1976. Outre les pièces destinées à la circulation, le Congrès exige que 45 millions de pièces du bicentenaire soient frappées en argent à 40 %. Craignant de créer des pièces de faible tirage qui pourraient être thésaurisées comme l'ont été récemment le cent, créant ainsi une pénurie de quarters, la Monnaie obtient en décembre 1974 l'approbation du Congrès pour continuer à frapper des quarts de dollar, des demi-dollars et des dollars datés de 1974 jusqu'au début de la frappe de la pièce du bicentenaire. Par conséquent, il n'y a pas de pièces de 25 cents datés de 1975,,. Près de deux milliards de pièces du bicentenaire sont frappées, car la Monnaie veut s'assurer qu'il y aurait beaucoup de souvenirs de cet anniversaire. Elle vend les séries d'argent, tant en version brillant universel qu'en version belle épreuve, pendant plus d'une décennie, avant de mettre fin aux ventes à la fin de 1986. Le tambour colonial de Jack L. Ahr, qui est apparu sur la pièce du Bicentenaire, est remplacé après 1976 par le revers original de John Flanagan.

## Quarts de dollar Washington depuis 1999

### Quart de dollar des50 États

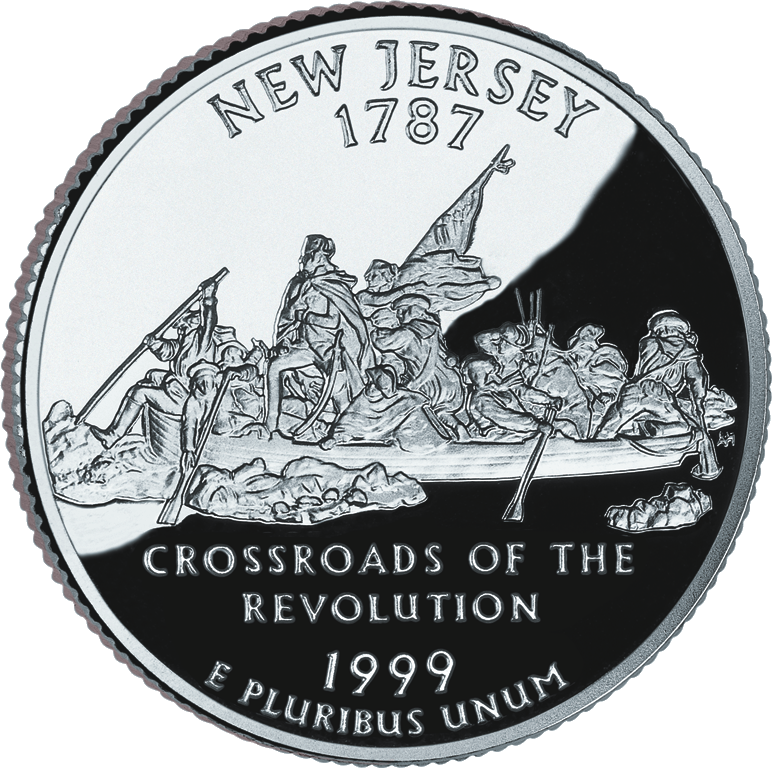
La pièce de 1999 du New Jersey dans la série des quarts de dollars des 50 États.

Lors d'une audience du Congrès en juin 1995, le directeur de la Monnaie, Philip N. Diehl, et d'éminents numismates exhortent le Congrès à adopter une loi autorisant une série de pièces commémoratives en circulation semblables aux quarts de dollar que le Canada a récemment frappés pour ses provinces. En réponse, le Congrès adopte la loi de 1996 sur les pièces commémoratives (en), qui est signée par le président Bill Clinton le 20 octobre 1996. La loi demande à la Monnaie d'étudier si une série de pièces commémoratives serait un succès. Celle-ci étudie dûment la question et présente un rapport favorable. Bien que la loi donne au secrétaire au Trésor Robert Rubin le pouvoir de donner suite au rapport en sélectionnant de nouveaux modèles de pièces, il préfère attendre l'action du Congrès. La loi sur le programme de pièces commémoratives des 50 États qui en résulte est signée par le président Clinton le 1er décembre 1997. En vertu de cette loi, chacun des cinquante États serait honoré par une nouvelle pièce, émise cinq fois par an à partir de 1999, l'ordre d'émission étant déterminé par l'ordre d'entrée des États dans l'Union. La loi permet au secrétaire de déterminer la position des légendes requises, telles que « In God We Trust » sur la pièce : pour permettre un grand dessin sur le revers, « United States of America » et « Quarter Dollar » sont déplacés sur l'avers et le buste de Washington est légèrement réduit. Le dessin d'un État est choisi par le secrétaire au Trésor sur recommandation du gouverneur de l'État,,.
Dans le cadre de cette série, la Monnaie vend des versions de collection en belle épreuve, y compris des pièces frappées en argent à 90 %. Elle vend également un grand nombre d'articles numismatiques, notamment des rouleaux et des sacs de pièces, des cartes de collection et d'autres articles destinés à encourager la collection de pièces auprès du grand public. La Monnaie estime que le gouvernement a gagné de trois milliards de dollars grâce au seigneurage des pièces gardées par le public et à d'autres revenus, par rapport à ce qu'il aurait gagné autrement,,.

### Quart de dollar du District de Columbia et des territoires des États-Unis
La législation visant à étendre le programme des 50 États au district de Columbia et aux territoires est adoptée à quatre reprises par la Chambre des représentants, mais le Sénat ne réussit pas à l'examiner à chaque fois. Les dispositions autorisant un tel programme sont insérées dans un projet de loi de crédits urgents et adoptées en décembre 2007. Le programme de quarts de dollar 2009 pour le district de Columbia et les territoires américains qui en résulte conservé l'avers de Washington, mais présente au revers des motifs en l'honneur du district de Columbia, de Porto Rico, de Guam, des Samoa américaines, des îles Vierges et des îles Mariannes du Nord, tous frappés en 2009,,.

### Quart de dollar America the Beautiful
En 2008, le Congrès adopte la loi sur les pièces de 25 cents des parcs nationaux America's Beautiful. Cette loi prévoit l'émission de 56 pièces, une pour chaque État ou autre juridiction, à raison de cinq par an, de 2010 à 2021. Chaque pièce représente un site du National Park Service ou une forêt nationale, un par juridiction. La tête de George Washington de John Flanagan est restaurée pour faire ressortir les détails. Outre les pièces de circulation et les versions de collection, des pièces d'investissement (en) contenant cinq onces troy (155 g) d'argent sont frappées avec le motif du quarter.
En mai 2012, la Monnaie annonce qu'elle prévoit de frapper les premiers quarts de dollar de qualité circulation à la Monnaie de San Francisco depuis 1954, qui seraient vendus uniquement à un prix élevé dans des sacs et des rouleaux. Les cinq motifs de 2012 sont frappés, les premières pièces de qualité circulation de San Francisco depuis 1983, lorsque les pièces de 1 cent Lincoln sont frappés sans différent, et les premières avec la marque « S » depuis le dollar Anthony en 1981. En 2019, la version en argent du quart de dollar est frappée en argent à 99 %, marquant un changement permanent par rapport au 90 % précédent. En 2019, la Monnaie frappé 2 000 000 de chaque modèle de pièce de circulation à la Monnaie de West Point, portant le différent « W ». Ces pièces sont mises en circulation avec les nouvelles pièces de Philadelphie ou de Denver. L'opération se poursuit en 2020 avec les pièces 2020-W portant la marque privée « V75 » à l'intérieur d'un petit cartouche sur l'avers.

### 2021: Retour à l'avers original
Après la conclusion de la série de quarts de dollar des parcs nationaux en 2021, le secrétaire au Trésor Steven Mnuchin a la possibilité de commander une deuxième série de 56 pièces des parcs nationaux, mais il ne le fait pas avant la fin de 2018 comme l'exige la législation de 2008.
Le dessin de la pièce de 25 cents pour 2021 revient donc à l'original de l'avers de Flanagan, associé à une nouvelle représentation au revers de Washington traversant le fleuve Delaware la nuit du 25 décembre 1776. En octobre 2019, le comité consultatif des citoyens sur les pièces de monnaie se réunit pour examiner les dessins, le choix final étant fait par Mnuchin. Le 25 décembre 2020, la Monnaie annonce le dessin retenu, réalisé par Benjamin Sowards et sculpté par Michael Gaudioso. Cette pièce est mise en circulation le 5 avril 2021 et est frappée jusqu'à la fin de l'année 2021.

### Loi de 2020 sur la refonte des pièces de monnaie
La loi de 2020 sur la refonte des pièces de collection en circulation (Pub.L. 116-330) établit trois nouvelles séries de quarts pour la décennie suivante. De 2022 à 2025, la Monnaie va produire jusqu'à cinq pièces chaque année mettant en vedette des femmes américaines éminentes, avec un nouveau motif à l'avers représentant George Washington. En 2026, cinq dessins représentant le Semiquincentenaire des États-Unis sont prévus. De 2027 à 2030, la Monnaie va produire chaque année jusqu'à cinq pièces à l'effigie de sports de jeunes. L'avers sera également redessiné en 2027, et même après 2030, il représentera toujours Washington,,.

### Quart de dollar American Women
Le programme American Women quarters prévoit d'émettre chaque année, de 2022 à 2025, jusqu'à cinq nouveaux revers mettant en valeur les réalisations et les contributions des femmes dans divers domaines de l'histoire et du développement des États-Unis. L'avers reprend le portrait de Washington réalisé par Fraser, initialement prévu pour la première pièce de Washington en 1932,.